# Réserve ornithologique de Tynesfjæra
La réserve ornithologique de Tynesfjæra  est une réserve ornithologique norvégienne située dans la commune de Levanger, comté de Trøndelag, créée en 2003 afin de "protéger la vie des oiseaux et ses habitats dans un lieu où la terre et les eaux souterraines sont importantes, ainsi que la faune et la flore liées à cet environnement et aux oiseaux". En 2014, le site a été inclus dans la liste des sites Ramsar norvégiens  grâce à son inclusion dans le système de zones humides du Trondheimsfjord,.
La zone protégée est située à quelques kilomètres au nord-est du centre-ville de Levanger. Le rivage est divisé en deux par le Tynestangen. Les deux zones côtières séparées, Kattangen-Tynestangen et Tynestangen-Borgsøya, représentent un total d'environ 4,5 km de rivage. Cette dernière est considérée comme la zone ornithologique la plus riche. Tynestangen est un site de migration important pour des espèces telles que grèbe huppé, héron cendré, bécasseau variable et bécasseau minute.